# Rector
El rector es la máxima autoridad académica de una universidad o centro de estudios superiores, cuya calidad también le confiere su representación. También se denomina rector al cura párroco, y rectoría a la casa donde vive.
Se denomina rectorado al oficio, cargo y oficina del rector. También se denomina rectoría a la oficina del rector, o la casa donde vive, no obstante recibe también las denominaciones de empleo, oficio o jurisdicción del rector.

## En España
Según el artículo 9 de la Ley Orgánica de Universidades (LOU), el Rector será elegido por el Claustro, o por la comunidad universitaria mediante elección directa y sufragio universal, según indiquen los estatutos de cada universidad, entre funcionarios en activo del Cuerpo de Catedráticos de Universidad que presten servicios en ella. Los estatutos regularán también el procedimiento para su elección, la duración de su mandato y los supuestos de su sustitución en el caso de vacante, ausencia o enfermedad.
En el caso de que los estatutos establezcan la elección del rector por la comunidad universitaria, el voto será ponderado por los distintos sectores de la comunidad universitaria. En todo caso, la mayoría corresponderá a los profesores doctores con vinculación permanente a la universidad.
Al rector le corresponden labores de representación, como presidir los actos de la Universidad, y otras de dirección, como la de convocar y presidir el Claustro y el Consejo de Gobierno y ejecutar sus acuerdos y los del Consejo Social, o convocar concursos para la provisión de plazas, y nombrar y contratar al profesorado y al personal de administración y servicios de la Universidad. En su nombre se expiden los títulos y diplomas del egresado.

## En México (UNAM)
Es el líder nato de la Universidad, su representante legal y presidente del Consejo Universitario. Es designado por la Junta de Gobierno de la institución, y dura en el cargo cuatro años con la posibilidad de ser reelegido una vez más. Para ser rector de la UNAM se requiere ser mexicano por nacimiento, mayor de 35 y menor de 70 años, poseer un grado superior al de bachiller, contar por lo menos con 10 años de servicios docentes o de investigación en la UNAM, haberse distinguido en su especialidad y ser persona honorable y prudente.

## En Venezuela
La Ley de Universidades establece que es responsabilidad del rector presidir el Consejo Universitario, que es la autoridad suprema de cada universidad -compuesto por el rector, vicerrectores y un secretario-. Para ser electo rector se debe ser venezolano, de elevadas condiciones morales, poseer título de Doctor, tener suficientes credenciales científicas y profesionales y haber ejercido con idoneidad funciones docentes y de investigación en alguna universidad venezolana durante cinco años por lo menos.